# Chorisoneura translucida
Chorisoneura translucida är en kackerlacksart som först beskrevs av Henri Saussure 1864.  Chorisoneura translucida ingår i släktet Chorisoneura och familjen småkackerlackor. Inga underarter finns listade i Catalogue of Life.